# Rusini Panońscy
Rusini Panońscy (rusiń. Руснаци lub Русини, serb.-chorw. Rusini / Русини) – słowiańska grupa etniczna żyjąca w Serbii i Chorwacji, gdzie są oficjalnie uznawani za mniejszość narodową. Wywodzą się z rusińskich społeczności zamieszkujących ukraińskie Zakarpacie, północno-wschodnią Słowację, północną Rumunię, północno-wschodnie Węgry i południowo-wschodnią Polskę.
Główną cechą odróżniającą Rusinów Panońskich od reszty Rusinów jest język – mowa Rusinów w Panonii zawiera znacznie więcej zapożyczeń z języków zachodniosłowiańskich.

## Region zamieszkania
Rusini zamieszkują przede wszystkim autonomiczną historyczną Baczkę w autonomicznym okręgu serbskiej Wojwodiny. Mieszka tam 11 483 osób deklarujących się jako Rusini Panońscy (według danych z 2022 r.), a ich język jest jednym z 6 oficjalnych języków Wojwodiny. Wieś Ruski Krstur w gminie Kula jest uznawana za kulturowe centrum tej społeczności. Wielu zamieszkuje także Nowy Sad. Znajduje się tam greckokatolicka świątynia pod wezwaniem św. Piotra i Pawła, której budowę rozpoczęto w 1820, a ukończono między latami 1834–1837. Inne wsie, w których większość stanowią Rusini, to Kucura w gminie Vrbas i Bikić Do w gminie Šid. Wspólnoty rusińskie zamieszkują również chorwacki Srem, gdzie stanowią większość we wsi Petrovci w gminie Bogdanovci.

## Historia
Ludność historycznego Banatu i Baczki została zdziesiątkowana w czasie podboju Półwyspu Bałkańskiego przez Imperium Osmańskie. Rusini Panońscy przybyli na te ziemie wraz z osadnikami niemieckimi, węgierskimi i słowackimi z terenów dzisiejszej Słowacji i Węgier w ramach planowej kolonizacji prowadzona przez władze habsburskie, chcące na nowo zaludnić urodzajne tereny odebrane państwu tureckiemu na mocy traktatu karłowickiego i požarevackiego.
Pierwszymi Rusinami na tych ziemiach byli – według pochodzącego z 1746 roku Spisu z Kuli – Janko i Petro Homa oraz Janko Makovicki. Jednakże oficjalną datą rozpoczęcia rusińskiego osadnictwa jest 17 stycznia 1751, kiedy to zarządca Baczki, Franz Joseph de Redl podpisał umowę z Mihajlo Munkacim ze wsi Červenovo z komitatu Bereg o nadaniu 200 greckokatolickim, rusińskim rodzinom ziemi w Krsturze (rus. Керестур). Krstur był serbską wsią opuszczoną w 1741, gdy jego mieszkańcy przenieśli się do Čelareva. Ten sam zarządca podpisał jeszcze jedną umowę, 15 maja 1763, tym razem z Petro Kisem z Krstura, o nadaniu ziemi 150 Rusinom w Kucurze.
Wraz ze wzrostem populacji i kurczeniem się zasobów rolnych, część rodzin z Krstura i Kucury przenosiła się do Nowego Sadu. Migracja ta miała miejsce na przełomie 1766/1767. Późnej Rusini osiedlali się także w Šidzie, Vajsce, a na początku XIX wieku także w Vukovarze i Iloku (obecnie w Chorwacji). W Petrovcach, również w Chorwacji, Rusini zaczęli się osiedlać w 1833, w Bačincach zaś rok później.
Na terenie całego rejonu, który był wówczas południową częścią habsburskiego Królestwa Węgier, według spisu z 1767 mieszkało 2000 Rusinów. W spisie z 1991 liczba sięgała 25 tys. Dziś wynosi ona 15 tysięcy. Główną przyczyną spadku jest emigracja Rusinów do Kanady.

## Język
Między lingwistami trwają dyskusje co do klasyfikacji języka Rusinów panońskich. Część badaczy uważa, że zalicza się on do grupy języków wschodniosłowiańskich, inni zaś że do zachodniosłowiańskich. Z pewnością można stwierdzić, iż są różnice między nim a innymi językami rusińskimi, przede wszystkim w języku Rusinów panońskich występuje o wiele więcej zapożyczeń z grupy języków zachodniosłowiańskich. W Wojwodinie Rusini posiadają prawo do nauki w języku ojczystym w wybranych placówkach oświatowych.